# Serrasentinae
Sous-famille
Les Serrasentinae sont une sous-famille d'acanthocéphales. Les  acanthocéphales sont des vers à tête épineuse, c'est-à-dire de petits animaux vermiformes. Ils sont parasites de vertébrés et sont caractérisés par un proboscis rétractable portant des épines courbées en arrière qui leur permet de s'accrocher à la paroi intestinale de leurs hôtes.

## Liste du genre  et des espèces
La sous-famille des Serrasentinae comprend un genre composé des espèces suivantes :
- Serrasentis Van Cleave, 1923
  - Serrasentis fotedari Gupta et Fatma, 1979
  - Serrasentis lamelliger(Diesing, 1854)
  - Serrasentis mujibi Bilgees, 1972
  - Serrasentis nadakali George et Nadakal, 1978
  - Serrasentis sagittifer (Linton, 1889)
  - Serrasentis sciaenus Bilgees, 1972
  - Serrasentis sidaroszakaio Tadros, et al, 1979